# Smolnícka Huta
Smolnícka Huta es un municipio del distrito de Gelnica en la región de Košice, Eslovaquia, con una población estimada a final del año 2024 de 470 habitantes.
Se encuentra ubicado al oeste de la región, en el valle del río Hernád y cerca de la frontera con la región de Prešov.

## Demografía
| Año        | 1994 | 2004 | 2014    | 2024    |
| ---------- | ---- | ---- | ------- | ------- |
| Población  | 475  | 494  | 475     | 470     |
| Diferencia |      | +4 % | −3,84 % | −1,05 % |

| Año        | 2023 | 2024    |
| ---------- | ---- | ------- |
| Población  | 478  | 470     |
| Diferencia |      | −1,67 % |